# The Godless Girl
The Godless Girl is een Amerikaanse dramafilm uit 1929 onder regie van Cecil B. DeMille. De film werd destijds uitgebracht onder de titel Achter traliemuren.

## Verhaal
Bob Hathaway en Judy Craig leiden een groep christelijke studenten. Gaandeweg beginnen ze bijeenkomsten te bezoeken van atheïsten. Als daar een trap instort en een meisje overlijdt, komen Bob en Judy terecht in een heropvoedingsgesticht.

## Rolverdeling
| Acteur            | Personage          |
| ----------------- | ------------------ |
| Lina Basquette    | Judy Craig         |
| Marie Prevost     | Mame               |
| Tom Keene         | Bob Hathaway       |
| Noah Beery        | Bruut              |
| Eddie Quillan     | Samuel Johnson     |
| Mary Jane Irving  | Slachtoffer        |
| Clarence Burton   | Gevangenbewaarder  |
| Richard Alexander | Gevangenbewaarder  |
| Kate Price        | Gevangenbewaarster |
| Hedwiga Reicher   | Gevangenbewaarster |
| Julia Faye        | Gevangene          |
| Viola Louie       | Gevangene          |
| Emily Barrye      | Gevangene          |